# بنائية (علاقات دولية)
البنائية في العلاقات الدولية هي الادعاء بأن الجوانب الهامة للعلاقات الدولية تُبنى تاريخيًا واجتماعيًا، بدلًا من العواقب الحتمية للطبيعة البشرية أو غيرها من الخصائص الأساسية للسياسات العالمية.

## النشأة
يُعزى مصطلح «البنائية» لنيكولاس أونوف، فقد أوجده بهدف وصف النظريات التي تشدد على طابع البناء الاجتماعي للعلاقات الدولية. تعود جذور النظرية البنائية المعاصرة إلى العمل الرائد الذي قدمه كل من أونوف وهاوارد آر. ألكر وريتشارد كيه. آشلي ومارثا فينيمور وفريدريك كراتوشويل وجون روجي وكريستيان روس سميث، لكن الكسندر فيندت يعد من أشهر دعاة البنائية الاجتماعية في مجال العلاقات الدولية. وضعت مقالة فيندت في عام 1992 بعنوان «الفوضى هي ما تصنعه الدول منها: البناء الاجتماعي لسياسات القوة»، التي نُشرت في المنظمة الدولية، الأساس النظري لتحدي ما اعتبره خللًا مشتركًا بين كل من مؤيدي الواقعية الجديدة والتحررية الجديدة المؤسساتية، وبشكل أساسي هو التزام تجاه الشكل (الخام) للمادية. من خلال محاولة فيندت إظهار أنه حتى المفهوم الواقعي الأساسي مثل «سياسات القوة»، يُبنى بشكل اجتماعي- وهذا ليس أمرًا طبيعيًا وبالتالي فهو قادر على التحول من خلال الممارسة الإنسانية- فتح الطريق أمام جيل من علماء العلاقات. طور فيندت هذه الأفكار في عمله المركزي، النظرية الاجتماعية للسياسة الدولية (1999).
أصبحت البنائية منذ أواخر الثمانينيات وأوائل التسعينيات واحدة من المدارس الفكرية الرئيسية في العلاقات الدولية. حدد جون روجي وكريستيان روس سميث عدة مسارات للبنائية. من ناحية أخرى كان هناك باحثون بنائيون مثل مارثا فينيمور وكاثرين سيكينك وبيتر كاتزنشتاين وإليزابيث كير والكسندر فيندت، قُبلت أعمالهم على نطاق واسع داخل مجتمع العلاقات الدولية السائد، وأثارت مناقشات علمية حيوية بين الواقعيين والليبراليين والمؤسساتيين والبنائيين. ومن جهة أخرى هناك البنائيون المتطرفون الذين يأخذون الخطاب واللغويات بجدية أكبر.

## النظرية
تسعى البنائية في المقام الأول إلى توضيح مدى أهمية الجوانب الأساسية للعلاقات الدولية، على النقيض من افتراضات الواقعية الجديدة والتحررية الجديدة التي يجري بناؤها اجتماعيًا، أي إنها تُمنح شكلها من خلال عمليات مستمرة من الممارسة الاجتماعية والتفاعل. يدعو الكسندر فيندت اثنين من المبادئ الأساسية للبنى التي أصبحت مقبولة بشكل متزايد «بأن هياكل الارتباط البشري تتحدد في المقام الأول من خلال الأفكار المشتركة وليس القوى المادية، وأن هويات ومصالح الجهات الفاعلة المستهدفة تُبنى من خلال هذه الأفكار المشتركة بدلًا من تحديدها اعتمادًا على الطبيعة».
يجب أن يُحتسب البنائيون من ضمن الباحثين الذين يفهمون البحث باعتباره مسألة تأويل بدلًا من تفسير. فضلًا عن ذلك فهم يمتلكون شكوكًا كبيرة بشأن احتمالات اتخاذ موقف محايد في التعامل مع البحث. ينصب التركيز خلال دراسة الأمن القومي على تكييف الثقافة والهوية على السياسات الأمنية وما يتصل بها من سلوكيات. تُعتبر الهويات أمرًا ضروريًا لضمان مستوى أدنى من القدرة على التنبؤ والنظام كما يؤكد هوبف في دراساته. يمكن تصور موضوع الخطاب البنائي على أنه الوصول، وهو عامل أساسي في ميدان العلاقات الدولية من النقاش الأخير حول نظرية المعرفة وعلم اجتماع المعرفة وعلاقة البنية والفاعلية والحالة الوجودية للحقائق الاجتماعية.
يتشارك الكتاب الذين يصفون أنفسهم بمنظري البنائية، فكرة أن العلاقات الدولية لا تتأثر بسياسات القوة فحسب بل وبالأفكار أيضًا. وتُعتبر الهياكل الأساسية للسياسة الدولية تبعًا لهذا الرأي أنها اجتماعية وليست مادية بحتة، وهذا من شأنه أن يدفع مروجي الرعاية الاجتماعية إلى الزعم بأن التغيرات في طبيعة التفاعل الاجتماعي بين الدول من الممكن أن تجلب تحولًا جوهريًا نحو قدر أعظم من الأمن الدولي.

### الواقعية الصعبة
كانت الواقعية الجديدة هي الخطاب السائد للعلاقات الدولية خلال الفترة التكوينية للبنائية، وبالتالي فإن الكثير من العمل النظري الأول للبنائية قد تحدى الافتراضات الأساسية الواقعية. يُعتبر الواقعيون الجدد في الأساس أنهم البنيويون السببيون، إذ يرون أن معظم المضمون الهام للسياسة الدولية يُفسر ببنية النظام الدولي، وهو المنصب الذي قُدم لأول مرة من خلال عمل كينيث والتز، رجل، الدولة والحرب، ووُضح بالكامل في النص الأساسي للواقعية الجديدة، نظرية في السياسات الدولية. تتحدد السياسة الدولية على وجه التحديد وفي المقام الأول من خلال حقيقة مفادها أن النظام الدولي فوضوي- فهو يفتقر إلى أي سلطة شاملة، بل يتألف بدلًا من ذلك من وحدات (دول) متساوية رسميًا- وجميعها ذات سيادة على أراضيها. يجادل الواقعيون الجدد بأن مثل هذه الفوضى تجبر الدول على العمل بطرق معينة، ويمكنها على وجه التحديد أن تعتمد على عدم وجود أحد، بل على الأمن ذاته (يتعين عليها أن تساعد نفسها بنفسها). يزعم الواقعيون الجدد أن الطريقة التي تجبرهم بها الفوضى على العمل بمثل هذه الطرق، والدفاع عن مصالحهم الشخصية من حيث القوة، تفسر أغلب السياسات الدولية. يميل الواقعيون الجدد بفعل ذلك إلى تجاهل تفسيرات السياسة الدولية على مستوى «الوحدة» أو «الدولة». هاجم كينيث والتز مثل هذا التركيز باعتباره اختزاليًا.
تتحدى البنائية ولاسيما في العمل التكويني لفندت هذا الافتراض من خلال إثبات أن القوى السببية التي تُنسب إلى «هيكل» الواقعيين هي ليست في الحقيقة «مُعطاة»، ولكنها تستقر على الطريقة التي يجري من خلالها بناء الهيكل بواسطة الممارسة الاجتماعية. يجادل فيندت أن «هيكل» الواقعية الجديدة يكشف القليل جدًا، وذلك بعد حذفه من الافتراضات حول طبيعة هويات ومصالح الجهات الفاعلة في النظام، والمعنى الذي تملكه المؤسسات الاجتماعية (بما في ذلك الفوضى) لمثل هذه الجهات الفاعلة: «لا يمكنه توقع ما إذا كانت دولتان ستكونان صديقتان أو عدوتان، أو ما إذا كانت كل منهما ستعترف بسيادة الأخرى أو ستمتلكان علاقات حاكمة أو ستكونان قوى رجعية أو قوة يفرضها الأمر الواقع وما إلى ذلك». ولأن مثل هذه السلوكيات لا يمكن تفسيرها إلا من خلال الفوضى ولأنها تتطلب بدلًا من ذلك إدراج أدلة حول المصالح والهويات التي تحتفظ بها الجهات الفاعلة الرئيسية، فإن تركيز الواقعية الجدية على البنية المادية للنظام (الفوضى) هو في غير محله. يذهب فيندت إلى أبعد من ذلك، فيزعم أن الطريقة التي تعمل بها الفوضى على تقييد الدول، تعتمد على الطريقة التي تصور بها الدول الفوضى وتصور هوياتها ومصالحها، فالفوضى ليست بالضرورة نظامًا للمساعدة الذاتية. بل تجبر الدول على مساعدة نفسها إذا ما كانت تتفق مع افتراضات الواقعيين الجدد حول الدول باعتبارها ترى الأمن مفهومًا تنافسيًا نسبيًا، إذ يعني كسب الأمن لأي دولة فقدانه بالنسبة لدولة أخرى. إذا كانت الدول ستمتلك بدلًا من ذلك تصورات بديلة للأمن «تعاونية»، حيث يمكن للدول أن تزيد من أمنها دون التأثير سلبًا على أمن دولة أخرى أو «جماعية» حيث تحدد الدول أمن الدول الأخرى باعتباره ذو قيمة لها، حينها لن تؤدي الفوضى إلى المساعدة الذاتية على الإطلاق. تعتمد الاستنتاجات الواقعية الجديدة، على هذا النحو، اعتمادًا كليًا على افتراضات غير منطوقة وغير محضة حول الطريقة التي يجري فيها بناء المؤسسات الاجتماعية من قبل الجهات الفاعلة. وبشكل حاسم، نتيجة لفشل الواقعيين الجدد في إدراك هذا الاعتماد، فإنهم يفترضون خطئًا أن مثل هذه المعاني غير قابلة للتغيير، وتستبعد دراسة عمليات البناء الاجتماعي التي تؤدي عمليات الشرح الأساسية وراء الملاحظات الواقعية.
تميل البنائية إلى التكتل مع كل الأساليب التي انتقدت ما يسمى بالمناقشة «الجديدة- الجديدة»، كنقد للواقعية الجديدة والتحريرية الجديدة (التي كانت الفروع المهيمنة لنظرية العلاقات الدولية خلال الثمانينيات). بناءً على ذلك، غالبًا ما تُخلط البنائية مع النظرية النقدية. وفي جميع الأحوال، في حين تستخدم البنائية جوانب من النظرية النقدية والعكس صحيح، فإن المتغيرات الأساسية للنظرية البنائية هي موضعية.

## بنائيون بارزون في مجال العلاقات الدولية
- ايمانويل أدلر
- مايكل ن. بارنت
- مارك بليث
- إرنست بي. هاس
- جوديث كيلي
- إدوارد سعيد
- الكسندر فيندت
- توماس جي. وايس